# Karate na Letních olympijských hrách 2020
Karate na Letních olympijských hrách 2020 v Tokiu, konaných v roce 2021, zažilo svoji olympijskou premiéru. Protože šlo o doplňkový sport pouze pro LOH 2020, nikoliv o trvalé zařazení sportu do olympijského programu, na dalších Letních olympijských hrách 2024 v Paříži se soutěže v karate neuskuteční, neboť si organizátoři akce vybrali jiné sporty.[potřebuje aktualizovat]
Olympijský program v Tokiu nabídl celkem 8 soutěží (4 mužské, 4 ženské). Nejúspěšnější v tomto sportu byla domácí japonská výprava, která získala celkem 3 medaile (vždy po jedné zlaté, stříbrné i bronzové).

## Disciplíny
Olympijský program v Tokiu nabídl celkem 8 soutěží (4 mužské, 4 ženské).
| Muži      | Ženy      |
| --------- | --------- |
| kata      | kata      |
| do 67 kg  | do 55 kg  |
| do 75 kg  | do 61 kg  |
| nad 75 kg | nad 61 kg |